# Mirza Selimović
Mirza Selimović (* 23. November 1990 in Tuzla, SFR Jugoslawien, heute Bosnien-Herzegowina) ist ein bosnischer Pop-Sänger. Bekanntheit erlangte er mit seiner Teilnahme und späterem Sieg bei der serbischen Casting-Show Zvezde Granda im Jahr 2014. Selimović gehört zu den beliebtesten Sängern seiner Generation. Er gibt auch regelmäßig Konzerte in Deutschland, Österreich und der Schweiz, wo häufig bosnisch-stämmige Migranten anzutreffen sind. Eines seiner Markenzeichen sind Balladen, in denen häufig die Gitarre verwendet wird.

## Leben
Mirza Selimović wuchs im ostbosnischen Srebrenik auf. Nach seinem Abschluss im Gymnasium und einer beendeten Ausbildung fing er an sich mit Musik auseinanderzusetzen. 2014 nahm er dann an einer serbischen Castingshow teil, die er am Ende ziemlich eindeutig nach einem Telefon-Voting gewann. Seitdem veröffentlichte er mehrere Alben, welche sich alle großer Beliebtheit erfreuen.

## Diskografie

### Alben
- 2014: Mirza Selimović
- 2016: Sve Na Svoje Dođe
- 2022: Ti & Ja
- 2024: Pusti Da Vjerujem

### Singles (Auswahl)
| - 2012: Ljubavna - 2014: Sto kafana - 2014: Nema srećnog kraja - 2015: Ne dolazi u snove - 2016: Boliš me - 2016: Imaš me - 2017: Hiljadu ruža - 2017: Brod ludaka - 2017: Da se opet rodim (mit Ivana Selakov) - 2018: Mjesto zločina | - 2018: Digni ruke - 2018: Nemam kome - 2019: Avet (mit Milica Todorović) - 2019: Ti i ja - 2019: Ko te pamti - 2020: Nevjerna - 2020: Bonasera - 2021: Mora da je ljubav (mit Ilma Karahmet) - 2022: Plakaćeš - 2022: Druga ti |